# موضي بنت أبي وهطان
موضي بنت سلطان (أبو وهطان) الكثيري  هي زوجة محمد بن سعود مؤسس الدولة السعودية الأولى (1157-1179هـ / 1744-1765م)، وأوّل امرأة تحدّث مؤرخو نجد عن مناصرتها لدعوة الشيخ محمد بن عبد الوهاب.
أسهمت في تأسيس الدولة من خلال تشجيع زوجها على التحالف مع الشيخ، ما أفضى إلى قيام اتفاقية الدرعية التي وضعت أسس الدولة السعودية. قال عنها ابن بشر (انها ذات عقل ودين ومعرفة وقالت للأمام: إن هذا الرجل ساقه الله إليك وهو غنيمة فاغتنم ماخصك الله به فقبل قولها)

## نبذه عنها
تنتمي إلى أسرة من آل كثير، وهم فرع من بني لام الذين كانوا يسيطرون على أجزاء من شبه الجزيرة العربية في فترة امتدت من القرن الثامن إلى القرن الحادي عشر الهجري. لم يُعرف تاريخ ميلادها، إلا أن المؤرخون يشيرون إلى أنها كانت من أهل القرن الثاني عشر ميلادًا ووفاةً. ويشير أيضًا أحد الباحثين إلى أنّ موضي بنت وهطان قد تكون والدة الإمام عبد العزيز بن محمد بن سعود (1179ـ1218هـ / 1765ـ1803م).

## دورها في انتشار الدعوة
كان لها دور في تحالف زوجها الأمير محمد بن سعود مع الشيخ محمد بن عبد الوهاب، عندما خرج ابن عبد الوهاب من العيينة إلى الدرعية سنة (1157هـ / 1744م)، ونزل "عند عبد الله بن عبد الرحمن بن سويلم وابن عمه حمد بن سويلم، قاموا بزيارته بعض أهالي الدرعية خفيةً، فأرادوا أن يخبروا محمد بن سعود ويشيروا عليه بنصرة الشيخ، فتراجعوا عن ذلك. واتجهوا إلى زوجته موضي بنت وطبان وأخيه ثنيان الضرير، وكانت المرأة ذات عقل ودين ومعرفة، فأخبروهما بمكان الشيخ وصفة ما يأمر به وينهى عنه، فوقر في قلوبهم معرفة التوحيد، وقذف الله في قلوبهم محبة الشيخ، فلمّا دخل محمد بن سعود على زوجته أخبرته بمكان الشيخ وقالت له: "إنَّ هذا الرجل ساقه الله إليك وهـو غنيمة، فاغتنم ما خصّك الله به؛ فقبل قولها".
وتم فيما بينهما ما يُعرف باتفاق الدرعية سنة (1157هـ / 1744م).

## وصلات خارجية
- موضي بنت سلطان أبو وهطان الكثيري زوجه الإمام محمد بن سعود.
- زوجة الإمام محمد بن سعود «موضي بنت سلطان أبو وهطان».. وليس «وطبان».